# 藤田平太郎

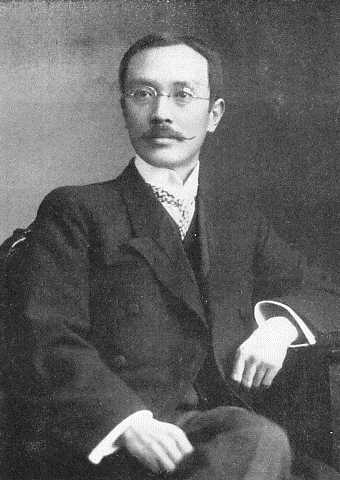
藤田平太郎

藤田 平太郎（ふじた へいたろう、明治2年10月7日（1869年11月10日） - 昭和15年（1940年）2月23日）は、日本の実業家、政治家。貴族院議員、男爵、公正会所属、従三位。藤田財閥2代目総帥。号は江雪。

## 来歴
藤田財閥創始者藤田伝三郎の長男として大阪府に生まれる。1888年（明治21年）、慶應義塾を卒業後、イギリスのロンドンに留学しロイヤル・カレッジ・オブ・サイエンスにて鉱山学を修得。帰国後、藤田組副支配人、次いで支配人、更に藤田組副社長となった。
伝三郎の死後に藤田組社長となり1917年（大正6年）には藤田銀行を創設し頭取に、富士生命保険社長にも就任する。鉱山などの実業の再編を行ってグループの基盤を作る。他、大阪商船監査役、大阪実業協会顧問、大阪工業会会長のほか、第5回内国勧業博覧会評議員、帝国経済会議議員等を歴任。大学などの教育施設や医療施設に寄付を行い、篤志家として知られている。労働環境の改善に努めた。
1912年（明治45年）、父の死去に伴い男爵を襲爵する。1918年（大正7年）12月14日に貴族院男爵議員補欠選挙で当選し、1929年（昭和4年）9月25日まで在任した。

## 財界数寄物
父に似て美術品に造詣が深く、財界有数の収集家である。謡曲、能楽、茶道を嗜み号を江雪と称す（父は香雪で徳次郎は耕雪）。箱根にあった別荘や東京・目白台の邸宅「椿山荘」（文京区関口）を山縣有朋から買い取って別邸とすると政界、財界関係者が多く訪れた。コレクションは大阪市の藤田美術館に収蔵されている。

## 栄典
位階
- 1918年（大正7年）1月10日 - 正五位[4]
- 1933年（昭和8年）2月1日 - 正四位[5]

勲章等
- 1916年（大正5年）10月7日 - 勲三等瑞宝章[6]
- 1924年（大正13年）2月11日 - 勲二等瑞宝章[7]
- 1928年（昭和3年）12月28日 - 旭日重光章
- 1931年（昭和6年）10月7日 - 紺綬褒章飾版[8]

## 家族
父は藤田財閥創始者の藤田伝三郎男爵。弟は藤田徳次郎と藤田彦三郎。妻の富子は政治家芳川顕正の三女。
男爵は甥の藤田光一（徳次郎の長男）が襲爵した。